# 侵略!イカ娘のディスコグラフィ
侵略!イカ娘のディスコグラフィ（しんりゃく!イカむすめのディスコグラフィ）では、テレビアニメ『侵略!イカ娘』の関連CDについて記述する。発売元はランティス。

## キャラクターソング

### イカ娘

#### これが海への愛じゃなイカ!
イカ娘の1枚目のシングル。2010年12月15日にMellow Headから発売された。テレビアニメ『侵略!イカ娘』のキャラクターソング。「侵略ノススメ☆」でフィーチャリングとして参加していたイカ娘のデビューシングル。ジャケットには、イカ娘がマイクを握ってVサインをしている様子が描かれている。3曲目には、「ウミドル☆イカドル☆稼いドル」をmarbleが編曲した「〜生絞りれもん風味〜」が収録されている。
2010年12月27日付のオリコン週間シングルチャートで32位を獲得。初動売上は0.2万枚を記録した。
収録曲
（作詞：畑亜貴、作曲：鈴木裕明）
1. これが海への愛じゃなイカ! [3:25]
2. ウミドル☆イカドル☆稼いドル [4:23]
3. ウミドル☆イカドル☆稼いドル〜生絞りれもん風味〜 [4:15]
編曲：marble
4. これが海への愛じゃなイカ!（instrumental）
5. ウミドル☆イカドル☆稼いドル（instrumental）

#### いイカ☆いイカは☆イイでゲソ!
イカ娘の2枚目のシングル。2011年4月20日にMellow Headから発売された。テレビアニメ『侵略!イカ娘』のキャラクターソング第2弾。3曲目には、「基本は夏、侵略の夏!」をmarbleが編曲した「〜生絞りれもん風味〜」が収録されている。
収録曲
（全作詞：畑亜貴）
1. いイカ☆いイカは☆イイでゲソ! [4:02]
作曲・編曲：高田暁
2. 基本は夏、侵略の夏! [4:14]
作曲・編曲：鈴木裕明
3. 基本は夏、侵略の夏!〜生絞りれもん風味〜 [4:15]
作曲：鈴木裕明、編曲：marble

#### イ・カ・ア・イ・ス 食 べ な イ カ?
イカ娘の3枚目のシングル。2011年7月6日にMellow Headから発売された。テレビアニメ『侵略!イカ娘』のキャラクターソング第3弾。初回限定盤と通常盤の2形態で発売され、前者には「イ・カ・ア・イ・ス 食 べ な イ カ?」のPVを収録したDVDが同梱されている。
収録曲
（全作詞：畑亜貴）
1. イ・カ・ア・イ・ス 食 べ な イ カ? [4:18]
作曲・編曲：高田暁
2. あっち向いて☆こっち向いて☆イカ向いて! [4:04]
作曲・編曲：鈴木裕明
3. イ・カ・ア・イ・ス 食 べ な イ カ?（inst）
4. あっち向いて☆こっち向いて☆イカ向いて!（inst）

DVD(初回限定盤のみ)
1. イ・カ・ア・イ・ス 食 べ な イ カ?（Music Clip）

#### 君を知ること
イカ娘の4枚目のシングル。2011年11月16日にGloryHeavenから発売された。テレビアニメ『侵略!イカ娘』のキャラクターソング第4弾。前作と同じく初回限定盤と通常盤の2形態で発売される。なお作詞・作曲はシンガーソングライターのアツミサオリが手掛けている。アツミは後に、アルバム「ミラキュラスハプニング」にて、セルフカバー。
表題曲「君を知ること」は、テレビアニメ『侵略!?イカ娘』のエンディングテーマに使用されている。イカ娘のキャラクターソングがテレビアニメ版の主題歌に起用されるのは初。また、初回盤には表題曲のPV、メイキング映像が収録されたDVDが同梱されている。
主な記録
2011年11月28日付のオリコン週間シングルチャートで39位を獲得。初動売上は0.2万枚を記録した。デイリーチャートでは11月18日付のチャートで最高位の22位を獲得した。
2011年11月28日付のBillboard Hot Singles Salesで34位、Billboard Hot Animationで8位を獲得。また、2011年11月26日放送分のCOUNT DOWN TV内のThis Week's TOP 100では59位を獲得した。
収録曲
1. 君を知ること [4:43]
作詞・作曲：アツミサオリ、編曲：菊谷知樹
2. 夏休み：シンリャク絵日記 [5:11]
作詞：畑亜貴、作曲・編曲：板垣祐介
3. 君を知ること（Off vocal）
4. 夏休み：シンリャク絵日記（Off vocal）

DVD(初回限定盤のみ)
1. 君を知ること（Music Video）
2. メイキング

### 長月早苗

#### A,B,C,Dynamite girl!
長月早苗のデビューシングル。2011年12月21日にGloryHeavenから発売。イカ娘好きな早苗が彼女に距離を置き、自らイカ娘と接触を図るため、アイドルデビューを決意した設定になっており、この経緯は2012年2月に発売のドラマCDで展開される。
収録曲
（作詞：畑亜貴）
1. A,B,C,Dynamite girl!
作曲：山元祐介、編曲：山元祐介・山路一志
2. IKANIMO-純情!
作曲・編曲：河合英嗣
3. A,B,C,Dynamite girl!（inst）
4. IKANIMO-純情!（inst）

## イメージソングアルバム

### IKA LOVE
2011年12月7日にGloryHeavenから発売された。ULTRA-PRISM、ヒャダイン、伊藤真澄、妖精帝國、宮内タカユキ、marble、アツミサオリ、美郷あき、でんぱ組.incが参加している。ディスクジャケットにはイカ娘が描かれている。
収録曲
1. 侵略ノススメ☆（Altersquid）
歌：イカ娘（金元寿子）
作詞：月宮うさぎ、作曲：小池雅也、編曲：鈴木裕明
2. れもん色の夏
歌：ULTRA-PRISM
作詞：月宮うさぎ、作曲・編曲：小池雅也
3. 目覚めよ!裁きの名を示せ!!
歌：宮内タカユキ
作詞：畑亜貴、作曲・編曲：鈴木裕明
4. イカ娘の地球侵略マーチ
歌：ヒャダイン
作詞・作曲・編曲：ヒャダイン
5. 愛よ恋よ♡水平線でFLASH!!
歌：美郷あき
作詞：畑亜貴、作曲・編曲：安岡洋一郎
6. 波風スライダー
歌：marble
作詞：micco、作曲・編曲：菊池達也
7. 「イカ娘」絵描き歌
歌：伊藤真澄
作詞：横手美智子、作曲・編曲：伊藤真澄
8. 愚かな結末
歌：妖精帝國
作詞：YUI、作曲・編曲：橘尭葉
9. ウミドル☆イカドル☆稼いドル（A.N.K.G）
歌：でんぱ組.inc
作詞：畑亜貴、作曲：鈴木裕明、編曲：小池雅也
10. 友達
歌：アツミサオリ
作詞・作曲：アツミサオリ、編曲：菊谷知樹

## サウンドトラック

### TVアニメ『侵略!イカ娘』 オリジナルサウンドトラック
2010年12月22日にMellowHeadから発売されたテレビアニメ本編のサウンドトラック。テレビアニメ本編のBGMとTVサイズの主題歌、イメージソングが収録されている。音楽は菊谷知樹が手掛けている。CDジャケットは、イカ娘による映画『ジョーズ』のポスターのパロディとなっている。
収録曲
| トラック | 曲名                                 | 作曲         | 時間 |
| -------- | ------------------------------------ | ------------ | ---- |
| 01       | 海からの使者                         | 菊谷知樹     | 1:09 |
| 02       | 侵略ノススメ☆（TV ver.）             | 小池雅也     | 1:31 |
| 03       | 海の家 れもん                        | 菊谷知樹     | 1:12 |
| 04       | 夏の海日和                           | 菊谷知樹     | 1:12 |
| 05       | イカの脅威                           | 菊谷知樹     | 0:41 |
| 06       | 人類よ、平伏すがいいでゲソ           | 菊谷知樹     | 1:04 |
| 07       | 私について来いでゲソ                 | 菊谷知樹     | 0:52 |
| 08       | 恐怖の侵略者                         | 菊谷知樹     | 0:55 |
| 09       | 激突!イカ娘                          | 菊谷知樹     | 1:14 |
| 10       | イマイチでゲソ                       | 菊谷知樹     | 0:43 |
| 11       | 急がなイカ                           | 菊谷知樹     | 0:43 |
| 12       | これは何でゲソ?                      | 菊谷知樹     | 0:45 |
| 13       | 海の守護者!ライフセーバー            | 菊谷知樹     | 0:42 |
| 14       | 夢のタッグ!海を護る仲間でゲソ        | 菊谷知樹     | 0:40 |
| 15       | 目が回るじゃなイカ!                  | 菊谷知樹     | 1:00 |
| 16       | 早苗でゲソ                           | 菊谷知樹     | 1:09 |
| 17       | まったりしなイカ?                    | 菊谷知樹     | 0:44 |
| 18       | 波乗りは楽しいでゲソ?                | 菊谷知樹     | 0:51 |
| 19       | 渚の心配事                           | 菊谷知樹     | 0:36 |
| 20       | 海の家 南風                          | 菊谷知樹     | 1:35 |
| 21       | 高機能!ニセイカ娘                    | 菊谷知樹     | 0:35 |
| 22       | 妙でゲソ                             | 菊谷知樹     | 0:42 |
| 23       | テレビのある生活も悪くないじゃなイカ | 菊谷知樹     | 0:42 |
| 24       | 待たなイカ!                          | 菊谷知樹     | 0:41 |
| 25       | 誕生日パーティでゲソ                 | 菊谷知樹     | 1:02 |
| 26       | 変な視線を感じるでゲソ               | 菊谷知樹     | 1:05 |
| 27       | イカの人の怪しい企み                 | 菊谷知樹     | 0:41 |
| 28       | 非科学的でゲソ                       | 菊谷知樹     | 1:10 |
| 29       | 何か出てきそうじゃなイカ?            | 菊谷知樹     | 1:00 |
| 30       | ミニイカ娘な日々                     | 菊谷知樹     | 6:17 |
| 31       | 海を護ろうじゃなイカ                 | 菊谷知樹     | 0:56 |
| 32       | 本気は明日から出すでゲソ             | 菊谷知樹     | 0:40 |
| 33       | エビを食べたいでゲソ                 | 菊谷知樹     | 0:44 |
| 34       | こっそり行くでゲソ                   | 菊谷知樹     | 0:49 |
| 35       | 悲しいじゃなイカ・・・               | 菊谷知樹     | 0:42 |
| 36       | 能面ライダーのテーマ                 | 菊谷知樹     | 0:33 |
| 37       | 能面ライダーのテーマ（INST）         | 菊谷知樹     | 1:04 |
| 38       | 絶賛侵略中でゲソ                     | 菊谷知樹     | 0:41 |
| 39       | この調子でゲソ                       | 菊谷知樹     | 0:53 |
| 40       | イカ・スカ・リズム                   | 菊谷知樹     | 0:44 |
| 41       | ィヤッホゥー!イカ星人                | 菊谷知樹     | 1:04 |
| 42       | 危険じゃなイカ?                      | 菊谷知樹     | 1:01 |
| 43       | ワタシハイカセイジンデゲソ           | 菊谷知樹     | 0:43 |
| 44       | ピコピコ気味                         | 菊谷知樹     | 0:20 |
| 45       | イカ触手流ドラムソロ                 | 菊谷知樹     | 0:30 |
| 46       | 波乗りは楽しイカ?                    | 菊谷知樹     | 0:52 |
| 47       | 今日の侵略はお休みでゲソ             | 菊谷知樹     | 1:03 |
| 48       | 眠いでゲソ                           | 菊谷知樹     | 1:07 |
| 49       | 侵略の道は険しいでゲソ               | 菊谷知樹     | 1:05 |
| 50       | 天敵でゲソ・・・                     | 菊谷知樹     | 0:40 |
| 51       | やっぱり悲しいじゃなイカ・・・       | 菊谷知樹     | 0:42 |
| 52       | 海を愛してくれなイカ?                | 菊谷知樹     | 0:58 |
| 53       | やっぱり変な視線を感じるでゲソ       | 菊谷知樹     | 1:05 |
| 54       | この調子で行くでゲソ!                | 菊谷知樹     | 0:53 |
| 55       | 想い出の人形                         | 菊谷知樹     | 0:33 |
| 56       | 淋しいでゲソ                         | 菊谷知樹     | 0:49 |
| 57       | 青い海へ愛を込めて                   | 菊谷知樹     | 0:48 |
| 58       | メタメリズム（TV ver.）              | アツミサオリ | 1:30 |

備考
| トラック | タイトル                 | アーティスト                        | 作詞         | 作曲         | 編曲     |
| -------- | ------------------------ | ----------------------------------- | ------------ | ------------ | -------- |
| 2        | 侵略ノススメ☆（TV ver.） | ULTRA-PRISM with イカ娘（金元寿子） | 月宮うさぎ   | 小池雅也     | 小池雅也 |
| 36       | 能面ライダーのテーマ     | 樫原伸彦                            | 水島努       | 菊谷知樹     | 菊谷知樹 |
| 58       | メタメリズム（TV ver.）  | 伊藤かな恵                          | アツミサオリ | アツミサオリ | marble   |

## ドラマCD
2011年1月26日にMellow Headから6月8日まで発売された。ドラマパートに加えて各キャラクターのキャラクターソングが収録されている。
キャストは、Vol.1がキャストは、イカ娘（金元寿子）、相沢栄子（藤村歩）、相沢千鶴（田中理恵）、相沢たける（大谷美貴）、嵐山悟郎（中村悠一）、長月早苗（伊藤かな恵）、斉藤渚（片岡あづさ）、シンディー（生天目仁美）、南風の店長（小山力也）、偽イカ娘（川澄綾子）、司会者（斉藤佑圭）、Vol.2がイカ娘（金元寿子）、相沢栄子（藤村歩）、相沢千鶴（田中理恵）、相沢たける（大谷美貴）、嵐山悟郎（中村悠一）、長月早苗（伊藤かな恵）、斉藤渚（片岡あづさ）である。

### ドラマCDじゃなイカ?
1. 反省会じゃなイカ? [3:57]
2. 海老は泪か溜息か [4:17]
歌：相沢千鶴（田中理恵）
作詞：畑亜貴、作曲・編曲：菊谷知樹
3. さらに反省会じゃなイカ? [13:15]
4. 触!! Kiss me [4:36]
歌：長月早苗（伊藤かな恵）
作詞：micco、作曲・編曲：菊池達也
5. 歌わなイカ? [9:23]
6. 渚はサーフィン Go!Go!Go! [3:47]
歌：斉藤渚（片岡あづさ）
作詞・作曲・編曲：前山田健一
7. 乱入じゃなイカ? [3:25]
8. も・じ・も・じ Beating☆Heart [4:06]
歌：偽イカ娘（川澄綾子）
作詞・作曲・編曲：前山田健一
9. ユニットじゃなイカ? [2:02]
10. みんながれもんを選ぶワケ [4:16]
歌：イカ娘と愉快な仲間たち（イカ娘、栄子、渚、早苗、シンディ）
作詞：畑亜貴、作曲・編曲：鈴木裕明
11. 漣の向こう側へ [5:08]
歌：偽イカ娘と暑苦しい人たち（歌：偽イカ娘、バックダンサー：南風の店長、嵐山悟郎）
作詞：micco、作曲・編曲：鈴木裕明
12. 選ばなイカ? [1:20]
13. シンリャクセイフク・ラプソディ [4:20]
歌：イカ娘と愚かな人類ども
作詞：横手美智子、作曲・編曲：菊谷知樹
14. エピローグじゃなイカ? [1:08]
15. メタメリズム（TV Ver.） [1:31]
歌：伊藤かな恵
作詞・作曲：アツミサオリ、編曲：marble

### ドラマCD2じゃなイカ?
1. 侵略ノススメ☆（TV ver.） [1:32]
歌：ULTRA-PRISM with イカ娘（金元寿子）
作詞：月宮うさぎ、作曲・編曲：小池雅也
2. 稼がなイカ? [6:01]
3. ムダな相談しなイカ? [2:09]
4. すれ違わなイカ?（前編） [2:36]
5. 夢をいっしょに叶えたい [4:25]
歌：イカ娘（金元寿子）、清美（菊池こころ）
作詞：畑亜貴、作曲：菊池達也、編曲：marble
6. すれ違わなイカ?（後編） [0:27]
7. 濡れ手に粟じゃなイカ? [2:43]
8. 昔々、あるところに、じゃなイカ? [2:23]
9. カケなイカ? [3:42]
10. 夢で会わなイカ? [5:39]
11. 下剋上じゃなイカ? [7:05]
12. ライブじゃなイカ? [5:03]
13. sEA sCENe rOCk [4:03]
歌：イカ娘（金元寿子）
作詞：畑亜貴、作曲・編曲：鈴木裕明
14. 人身御供じゃなイカ? [5:37]
15. 恩を売らなイカ? [6:25]
16. やっぱり真面目が一番じゃなイカ? [1:55]
17. メタメリズム（TV Ver.） [1:32]
歌：伊藤かな恵
作詞・作曲：アツミサオリ、編曲：marble

### ドラマCD3じゃなイカ?
1. またアイドルじゃなイカ?
2. またアイドルじゃなイカ? -早苗デビュー-
3. またアイドルじゃなイカ? -人気アイドル・SANAE-
4. またアイドルじゃなイカ? -侵略部デビュー-
5. 恋の侵略マッピング
6. またアイドルじゃなイカ? -侵略!侵略部-
7. またアイドルじゃなイカ? -早苗のジェラシー-
8. またアイドルじゃなイカ? -普通の女の子?-
9. 絵描き歌じゃなイカ?
10. 「イカ娘」絵描き歌
11. またアイドルじゃなイカ? -侵略!侵略部-
12.  君を知ること (TV ver.)

### 侵略ラジオ 聞かなイカ? ラジオCD
正確には「金元寿子×イカ娘 侵略ラジオ 聞かなイカ？ ラジオCD」。
2011年9月7日にGloryHeavenから発売された。
インターネットラジオ『侵略ラジオ聞かなイカ?』のラジオCD。収録内容は新規収録トークと既存の放送回である第1回から第12回までが収録されている。ディスクジャケットにはイカ娘が描かれている。
収録内容
1. オープニング〜買出しでゲソ [5:28]
2. 出発しなイカ? [7:27]
3. 寄り道しなイカ? [3:17]
4. 聖地じゃなイカ? [1:40]
5. 愛と平和じゃなイカ? [9:23]
6. 青春〜エンディングでゲソ [8:23]
7. 第1回（2011年4月9日放送分）
8. 第2回（2011年4月23日放送分）
9. 第3回（2011年5月7日放送分）
10. 第4回（2011年5月21日放送分）
11. 第5回（2011年6月4日放送分）
12. 第6回（2011年6月18日放送分）
13. 第7回（2011年7月2日放送分）
14. 第8回（2011年7月9日放送分）
15. 第9回（2011年7月16日放送分）
16. 第10回（2011年7月23日放送分）
17. 第11回（2011年7月30日放送分）
18. 第12回（2011年8月6日放送分）

### 侵略ラジオ 聞かなイカ? ラジオCD2じゃなイカ?
正確には「金元寿子×イカ娘 侵略ラジオ 聞かなイカ？ ラジオCD2じゃなイカ?」
2012年4月18日発売。
収録内容
1. オープニング〜出発でゲソ
2. 到着〜リス村じゃなイカ?
3. 食事しなイカ?
4. 三原山じゃなイカ?
5. 温泉じゃなイカ?
6. エンディング〜島よさらばでゲソ
7. 第13回 (2011年8月13日)
8. 第14回 (2011年8月20日/公開録音@文化放送)
9. 第15回 (2011年8月27日)
10. 第16回 (2011年9月3日)
11. 第17回 (2011年9月10日)
12. 第18回 (2011年9月17日)
13. 第19回 (2011年9月24日)
14. 第20回 (2011年10月1日)
15. 第21回 (2011年10月8日)
16. 第22回 (2011年10月15日)